# Bibliofili
Bibliofili betyder kærlighed til bøger. Ikke alene sjældne bøger, men bøger i det hele taget. Bibliofili er en hobby, der dyrkes verden over, men kan også være antikvariatforretning. Flere forfattere var store bogsamlere.
I Norden har Esli Dansten skrevet om at være bogsamler. Blandt andet bogen Om at være bogsamler fra 1979 (ISBN 87-423-0336-2). Han deltog også i tobindsudgivelsen Nordisk Leksikon for Bogvæsen I-II. København/Oslo/Stockholm 1951-1962 sammen med en lang række andre entusiaster.